# Докато папратът цъфти
„Докато папратът цъфти“ (на руски: „Пока цветёт папоротник“) е руски фентъзи сериал, създаден от филмовата компания "ИВД Production".
Снимките на сериала се проведоха в Алтай. Отделни сцени са заснети в Москва и Твер.

## Сюжет
Кирил Андреев работи като журналист в московски вестник. Един ден колегата му му носи магически амулет. С помощта на амулет Кирил изведнъж се озовава в Алтай. Скоро Кирил научава, че с помощта на амулет и цвете на папрат трябва да затвори вратата към паралелния свят на Умбрата, където живеят всички зли духове. А сестра му Саша и приятелите, които срещна в Алтай (Раиса, Максим, Денис, Лика, Артур) ще му помогнат.

## Актьорски състав
- Александър Петров — Кирил Андреев (журналист на вестник "Тайната истина")
- Светлана Суханова — Александра Андреева (сестра на Кирил, театрална актриса)
- Татяна Орлова — Раиса Тарасова (леля на Максим и Денис)
- Павел Крайнов — Максим Стрелцов (брат на Денис)
- Роман Курцин — Денис Стрелцов (брат на Максим)
- Дмитрий Бедарев — Игор Князев (бизнесмен)
- Алла Подчуфарова — Лика Измайлова (момичето на Игор, след това момичето на Денис)
- Алексей Василиев — Артур Сташко (приятел на Лики)
- Залим Мирзоев — Аржан (старец, противопоставящ се на силите на злото)
- Юлия Самойленко — Агапа (дъщеря на магьосник)
- Александър Мезенцев — магьосник (баща на Агапа)

## Продължаване
През 2019 г. излиза продължението "Беловодие. Тайната на изгубената страна" на телевизионния сериал. В него Кирил и приятелите му преминават през нови изпитания.